# Chilpéric II de Burgondie
Chilpéric II (en latin Chilpericus), mort en 486, est un prince burgonde, successeur en même temps que ses trois frères du roi Gondioc. Chilpéric est le père de Clotilde, l'épouse de Clovis, roi des Francs.

## Biographie
Chilpéric est le troisième fils de Gondioc et le frère de Gondebaud, Godegisel et Godomar II.
Chilpéric épouse Agrippine Carétène, dont il a deux fils et deux filles : l'aînée Chroma, connue aussi sous le nom de Sædebeude, qui fit édifier un sanctuaire à Genève en hommage à Saint Victor, et Clotilde, née en 465, qui deviendra reine des Francs.
En 473, le royaume burgonde est partagé entre les quatre frères, surnommés les « Tétrarques ».

## La guerre contre Gondebaud
Chilpéric et Gondemar sont assez rapidement éliminés, sans doute du fait de Gondebaud. Selon une version plus ou moins fiable, vers 485, ils se seraient ligués pour détrôner Gondebaud et pour s'emparer de sa part d'héritage, Godegisel restant neutre durant ce conflit.
Chilpéric et Gondemar auraient d'abord été vainqueurs lors d'une bataille près d'Autun. Puis Gondebaud aurait réussi à rassembler une armée à la tête de laquelle il serait entré dans Vienne, capitale des Burgondes. Gondemar serait mort au cours des combats tandis que Chilpéric, Carétène et leurs enfants, auraient été faits prisonniers. Chilpéric et les deux garçons auraient été décapités. Carétène aurait été jetée dans un puits une pierre au cou ; mais l'épitaphe sur son tombeau indique qu'elle est morte en 506. Les deux filles ont la vie sauve et sont condamnées à l'exil. Croma deviendra nonne et Clotilde épousera le roi franc Clovis.